# George Koenig
George Francis Koenig (* 2. Dezember 1911; † 20. August 1999) war ein US-amerikanischer Jazzmusiker (Altsaxophon, Klarinette, Flöte) der Swingära.

## Leben und Wirken
Koenig spielte ab Mitte der 1930er-Jahre in den Swingorchestern von Lionel Hampton (mit dem 1937 erste Aufnahmen entstanden), Benny Goodman (1937–38), Artie Shaw (1938), Bob Crosby (1939/40) und Will Bradley (1941/42). Bei Goodmans Auftritt in der Carnegie Hall spielte er in der Reed-Section neben Babe Russin, Hymie Schertzer und Arthur Rollini. Im Bereich des Jazz war er zwischen 1937 und 1946 an 113 Aufnahmesessions beteiligt, außer den Genannten auch mit Red Norvo, Teddy Powell, The Quintones/Buck Ram’s Orchestra und zuletzt mit Louis Armstrong/Bob Haggart.